# Армстронг, Крэйг
Крэйг Армстронг (англ. Craig Armstrong; р. 1959, Глазго, Шотландия) — британский классический композитор, кинокомпозитор, двукратный лауреат премии BAFTA в категории «Лучшая музыка к фильму».

## Биография
С 1977 по 1981 год Армстронг изучал музыкальную композицию, скрипку и фортепиано в Королевской музыкальной академии. В период обучения был удостоен премии имени Чарльза Лукаса, а также стипендии Харви Лора. Армстронг работал над музыкой ко многим фильмам, среди которых «Мулен Руж!», «Рэй», «Планкетт и Маклейн», «Реальная любовь», «Ромео + Джульетта», «Башни-близнецы» и многие другие. Также он выпустил шесть сольных альбомов, каждый из которых получил самые высокие оценки критиков. Кроме того, Крэйг Армстронг является пианистом трио The Dolls. Он также работал с такими известными музыкантами как U2, Мадонна, Лучано Паваротти и Massive Attack.

## Дискография

### Альбомы
- The Space Between Us (1998)
- As If to Nothing (2002)
- Piano Works (2004)
- Film Works 1995—2005 (2005)
- Memory Takes My Hand (2008)
- It's Nearly Tomorrow (2014)

### Саундтреки
- 1996: Ромео + Джульетта (BAFTA)
- 1999: Жестокие игры
- 1999: Планкетт и Маклейн
- 1999: Власть страха (Сборщик костей)
- 2000: Ромео должен умереть
- 2001: Мулен Руж! (Золотой глобус)
- 2002: Тихий американец
- 2003: Реальная любовь
- 2003: Лара Крофт: Расхитительница гробниц. Колыбель жизни (композиция «Lab Scene»[1][2])
- 2004: Рэй (Грэмми)
- 2004: Расчёт
- 2006: Башни-близнецы
- 2008: Невероятный Халк
- 2010: Уолл-стрит: Деньги не спят
- 2011: Время
- 2013: Великий Гэтсби
- 2015: Вдали от обезумевшей толпы
- 2015: Виктор Франкенштейн
- 2016: Сноуден
- 2023: Великий беглец